# Arbeitserziehungslager Essen-Mülheim

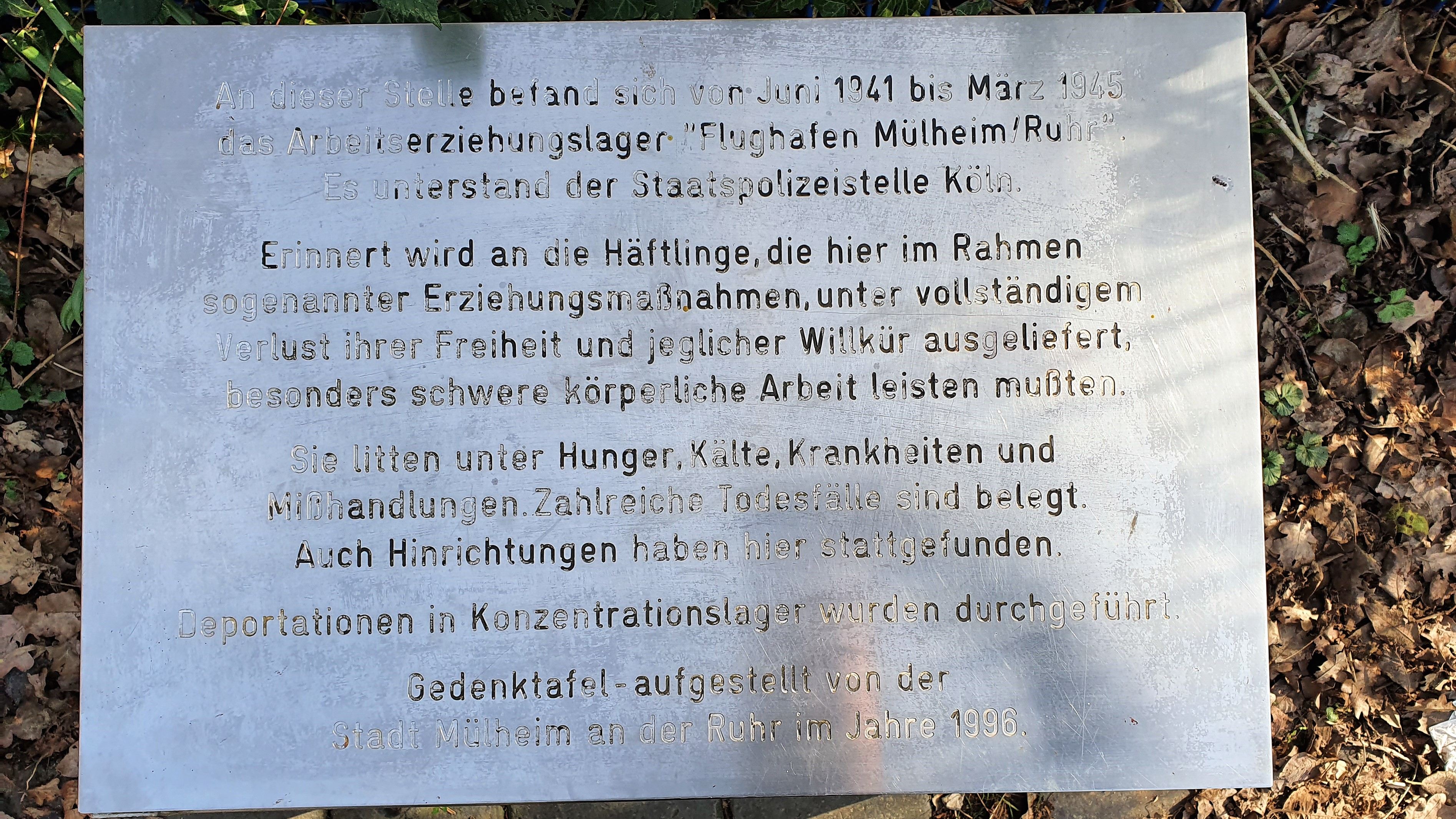
Gedenktafel beim Flughafen Essen/Mülheim

Das Arbeitserziehungslager Essen-Mülheim, kurz AEL Essen-Mülheim , gelegen an der Stadtgrenze zwischen Essen und Mülheim an der Ruhr, war von Juni 1941 bis März 1945 ein Straflager für deutsche und ausländische „Arbeitsverweigerer“ (überwiegend Niederländer, Belgier und Franzosen). Es wurde von der Gestapostelle Köln geleitet, jedoch lieferten auch andere rheinisch-westfälische Gestapo-Stellen Sträflinge in das Arbeitserziehungslager ein.

## Entstehungsgeschichte
Zu Beginn des Zweiten Weltkriegs war 1939 der Flugverkehr auf dem Flughafen Essen/Mülheim eingestellt worden. Der kleine Flugplatz aus dem Jahr 1925 sollte ausgebaut und mit modernen Start- und Landebahnen versehen werden, um dann für militärische Zwecke nutzbar zu sein. Auf der Suche nach Arbeitskräften für dieses Großprojekt wandten sich Vertreter der Flughafengesellschaft an den Inspekteur der rheinisch-westfälischen Gestapo.
Die Gestapo war zu dieser Zeit auf der Suche nach Partnern für die Einrichtung von Polizeihaftlagern zur Inhaftierung von Arbeitern, die der verordneten „Arbeitsdisziplin“ nicht nachkamen, indem sie im Betrieb unentschuldigt fehlten, durch Scheinkrankheit ausfielen oder ihren Arbeitsplatz ohne die dazu erforderliche Erlaubnis des zuständigen Arbeitsamtes kündigten. So hatte die Dortmunder Gestapo bereits im August 1940 das erste Arbeits- und Erziehungslager (AEL) in der Nähe von Lüdenscheid errichtet. Im April 1941 folgte die Gestapo Münster mit einem vergleichbaren Lager in Recklinghausen. Um die massenhaft aus dem „Arbeitseinsatz“ in Deutschland flüchtenden Niederländer, Belgier und Franzosen abzuschrecken und zu bestrafen, fasste man den Beschluss, ein weiteres Lager für ebendiese ausländischen „Arbeitsverweigerer“ einzurichten. Der Flughafen Essen/Mülheim bot sich dabei als geeigneter Lagerstandort an, da die Polizei die meisten Flüchtlinge an der holländischen Grenze aufgriff und von dort aus ohne großen Aufwand zum Flughafen transportieren konnte.

## Das Lager
Im Juni 1941 wurde das Arbeitserziehungslager Essen/Mülheim für etwa 500 Gefangene in leerstehenden Holzbaracken am westlichen Rand des Flugplatzes unweit der Flughafensiedlung eröffnet. Die Führung des Lagers oblag zwei Beamten der Kölner Gestapo, das Polizeipräsidium in Essen stellte 26 Schutzpolizisten zu Bewachung der Gefangenen. Als Haftdauer waren grundsätzlich sechs Wochen vorgesehen, jedoch gab es in der Praxis zahlreiche Gefangene, die wesentlich länger im Lager inhaftiert blieben. 
Die Mehrheit der Gefangenen waren niederländische, belgische und französische Staatsangehörige. Aber auch Deutsche, Polen, Jugoslawen und Ukrainer fanden sich unter den Lagerinsassen. Die meisten ausländischen Gefangenen waren für den „Arbeitseinsatz“ in Deutschland zwangsrekrutiert worden und hatten versucht, in ihre Heimat zu fliehen. Für die Nationalsozialisten waren sie „Arbeitsvertragsbrüchige“, die bestraft werden mussten. Um einen Kontakt zwischen ihnen und den deutschen Häftlingen zu verhindern, brachten man sie im Lager durch Stacheldraht voneinander getrennt unter.
Von Anfang 1942 bis zur Auflösung und Zerstörung des Lagers im März 1945 kamen mindestens 130 Menschen infolge der Haftbedingungen zu Tode. Nahezu die Hälfte der Toten waren Niederländer. Auch bei einem Luftangriff auf den Flughafen am Heiligabend 1944 blieb das AEL nicht verschont. Der Hochbunker der Flughafensiedlung, den die Häftlinge nicht benutzen durften, erhielt einen Volltreffer. Das Lager wurde teilweise zerstört, vier Gefangene kamen durch die Bomben ums Leben. Nach Schätzungen von Historikern haben von 1941 bis 1945 insgesamt etwa  6000 bis 8000 Häftlinge das Essen/Mülheimer AEL durchlaufen.